# 景德
景德（1004年—1008年正月）是宋真宗的第二個年号，北宋使用这个年号共5年。
中国以瓷器闻名的景德镇就是以这个年号命名的。

## 改元
- 咸平七年——正月一日，有詔改元景德。[2][3][4]
- 景德五年——正月六日，有詔改元大中祥符。[5][6][7]

## 紀年對照表
| 景德 | 元年   | 二年   | 三年   | 四年   | 五年   |
| ---- | ------ | ------ | ------ | ------ | ------ |
| 公元 | 1004年 | 1005年 | 1006年 | 1007年 | 1008年 |
| 干支 | 甲辰   | 乙巳   | 丙午   | 丁未   | 戊申   |

## 同期存在的其他政权年号
- 中國
  - 統和（983年－1012年）：契丹—遼聖宗耶律隆绪之年號
  - 明治（997年－1005年）：大理—段素英之年號
  - 明應（1006年－1009年）：大理—段素英之年號
  - 天壽（999年－1001年或1005年）：于闐年號
- 越南
  - 應天（994年－1007年）：前黎朝—黎桓、黎龍鉞、黎龍鋌之年號
- 日本
  - 長保（999年－1004年）：一條天皇之年号
  - 寬弘（1004年－1013年）：一條天皇之年号

## 延伸閱讀
- 李崇智. . 北京: 中華書局. 2004年12月. ISBN 7101025129.
- 鄧洪波. . 臺北: 國立臺灣大學東亞經典與文化研究計劃. 2005年3月  [2021-11-16]. ISBN 9789860005189. （原始内容 (PDF)存档于2007-08-25）.

| 前一年號： 咸平 | 北宋年号 | 下一年號： 大中祥符 |